# 데스먼드 데커
데스먼드 데커(영어: Desmond Dekker, 1941년 7월 16일 ~ 2006년 5월 25일)는 자메이카의 스카, 록스테디, 레게 싱어송라이터이자 음악가였다. 그의 후원 그룹인 에이시스 (윌슨 제임스와 이스턴 배링턴 하워드로 구성되어 있다.)와 함께 그는 〈Israelites〉 (1968년)를 가진 최초의 국제 레게 히트 곡 중 하나를 가지고 있었다. 또 다른 히트 곡으로는 〈007 (Shanty Town)〉 (1967년), 〈It Miek〉 (1969년), 〈You Can Get It If You Really Want〉 (1970년) 등이 있다.

## 젊은 시절
데스먼드 아돌프 데이커스는 1941년 7월 16일 자메이카의 세인트앤드루구에서 태어났다. 데커는 형성기를 킹스턴에서 보냈다. 어린 나이부터 그는 정기적으로 그의 할머니와 이모와 함께 지역 교회에 다녔다. 이런 초기 종교적 양육과 데커의 찬송가 부르는 즐거움은 평생 종교적 헌신으로 이어졌다. 그의 어머니가 돌아가신 후, 그는 세인트메리구로 이사했고, 후에 세인트토머스구로 이사했다. 세인트토머스 교구에 있는 동안, 데커는 킹스턴으로 돌아가기 전에 재단사로 견습 생활을 시작했고 그곳에서 용접공이 되었다. 그의 직장 노래는 동료들의 관심을 끌었고, 동료들은 그가 음악 분야에서 일을 하도록 격려했다. 1961년 그는 콕슨 도드 (스튜디오 원)와 듀크 레이드 (트레저 아일)의 오디션에 합격하지는 못했지만 오디션에 합격했다. 그 후 서명되지 않은 보컬리스트는 레슬리 콩의 베벨리의 음반 레이블로 오디션을 보았고 그의 첫번째 음반 계약을 따냈다.

## 직업
기록적인 계약을 성사시켰음에도 불구하고, 데커의 첫 앨범이 발매된 것은 2년 전이었다. 한편, 데커는 동료 용접공 밥 말리의 재능을 발견하고, 젊은이들을 콩의 주목을 받게 했다. 1962년 판사 노트와 커피 한 잔은 말리의 첫 번째 녹화된 노력이 되었고, 말리는 데커에게 남은 생애 동안 감사와 존경, 칭찬을 받았다. 결국 1963년, 콩은 〈Honour Your Mother and Father〉 (데커에 의해 쓰여졌고 데커가 그의 콩 오디션에서 2년전에 불렀던 노래)를 선택했고, 그것은 자메이카의 히트곡이 되었고 데커의 음악적 경력을 확립시켰다. 이어서 〈Sinners Come Home〉와 〈Labour for Learning〉라는 트랙이 출시되었다. 데스먼드 데이커스가 데스먼드 데커의 무대 이름을 채택한 것은 이 기간 동안이었다.

## 음반 목록

### 음반

#### 정규 음반
- 007 Shanty Town (1967)
- Action! (1968)
- The Israelites (1969)
- Intensified (1970)
- You Can Get It If You Really Want (1970)
- The Israelites (1975)
- Black And Dekker (1980)
- Compass Point (1981)
- King of Kings with The Specials (1993)
- Halfway to Paradise (1999)

#### 컴필레이션 음반
- This Is Desmond Dekkar (1969)
- Double Dekker (1973)
- Dekker's Sweet 16 Hits (1979)
- The Original Reggae Hitsound (1985)
- 20 Golden Pieces of Desmond Dekker (1987)
- The Official Live and Rare (1987)
- Greatest Hits (1988)
- The Best of & The Rest of (1990)
- Music Like Dirt (1992)
- Rockin' Steady – The Best of Desmond Dekker (1992)
- Crucial Cuts (1993)
- Israelites (1994)
- Action (1995)
- Voice of Ska (1995)
- Moving On (1996)
- The Israelites (1996)
- First Time for a Long Time (1997)
- Desmond Dekker Archive (1997)
- The Writing on the Wall (1998)
- Israelites (1999)
- Israelites: The Best Of Desmond Dekker (1963–1971) (1999)
- Desmond Dekker (2000)
- The Very Best Of (2000)
- Israelites – Anthology 1963 To 1999 (2001)
- 007 - The Best of Desmond Dekker (2011)